# Escola d'Enginyeria de Terrassa
L'Escola Superior d'Enginyeries Industrial, Aeroespacial i Audiovisual de Terrassa (ESEIAAT) forma part de la Universitat Politècnica de Catalunya. Actualment té prop de 4500 alumnes matriculats entre les 11 titulacions que s'hi imparteixen. L'ESEIAAT està ubicada al Campus de Terrassa de la UPC.

## Estudis oferts
10 titulacions de grau i 8 estudis de màster en els àmbits industrial, aeroespacial i audiovisual, a més del diploma sènior "Ciència, Tecnologia i Societat", conformen l'oferta acadèmica del centre. A totes les titulacions es treballen les competències comunicatives, el treball en equip, la sostenibilitat, l'emprenedoria, la internacionalització i la innovació. Disposen de laboratoris i instal·lacions amb equipament i software que utilitza el món de la indústria.
Àrea d'Enginyeria Industrial:
- Grau en Enginyeria en Tecnologies Industrials.
- Grau en Enginyeria Elèctrica.
- Grau en Enginyeria Electrònica Industrial i Automàtica.
- Grau en Enginyeria Mecànica.
- Grau en Enginyeria Química.
- Grau en Enginyeria de Tecnologia i Disseny Tèxtil.
- Grau en Enginyeria en Disseny Industrial i Desenvolupament del Producte.

Àrea d'Enginyeria Aeroespacial:
- Grau en Enginyeria en Tecnologies Aeroespacials .
- Grau en Enginyeria en Vehicles Aeroespacials

Àrea d'Enginyeria de Telecomunicacions:
- Grau en Enginyeria de Sistemes Audiovisuals.

Àrea de Ciència, Tecnologia i Societat:
- Diploma Universitari en Ciència, Tecnologia i Societat.

## Història[1]
L'Escola d'Enginyeria de Terrassa va iniciar la seva activitat a l'agost de l'any 1901 i els seus estudis el febrer de 1902. Al principi era coneguda pel nom de Escuela Superior de Industrias de Terrassa i s'impartien estudis de Peritació Industrial, Pràctic Industrial, Pràctic Industrial i Estudis Elementals per obrers.
L'escola neix originàriament per cobrir les necessitats de la indústria tèxtil de Terrassa, indústria que té el seu desenvolupament més important al segle xix amb l'aparició de la màquina de vapor i els nous telers mecànics.
Inicialment es va ubicar al carrer Topete número 4 i el 3 de juliol de 1904 es va traslladar a la seva ubicació actual, al carrer Colom número 1, on s'inaugurà l'edifici de l'actual seu de l'Escola d'Enginyeria de Terrassa. L'edifici és d'estil modernista català que caracteritzava a la ciutat de Terrassa, obra de l'arquitecte Lluís Muncunill i Parellada. Aquell mateix any s'hi celebra una exposició que va representar el punt àlgid de les arts aplicades. El 1943 l'edifici va passar a ser propietat de l'Estat, tot mantenint la seva funció educativa.

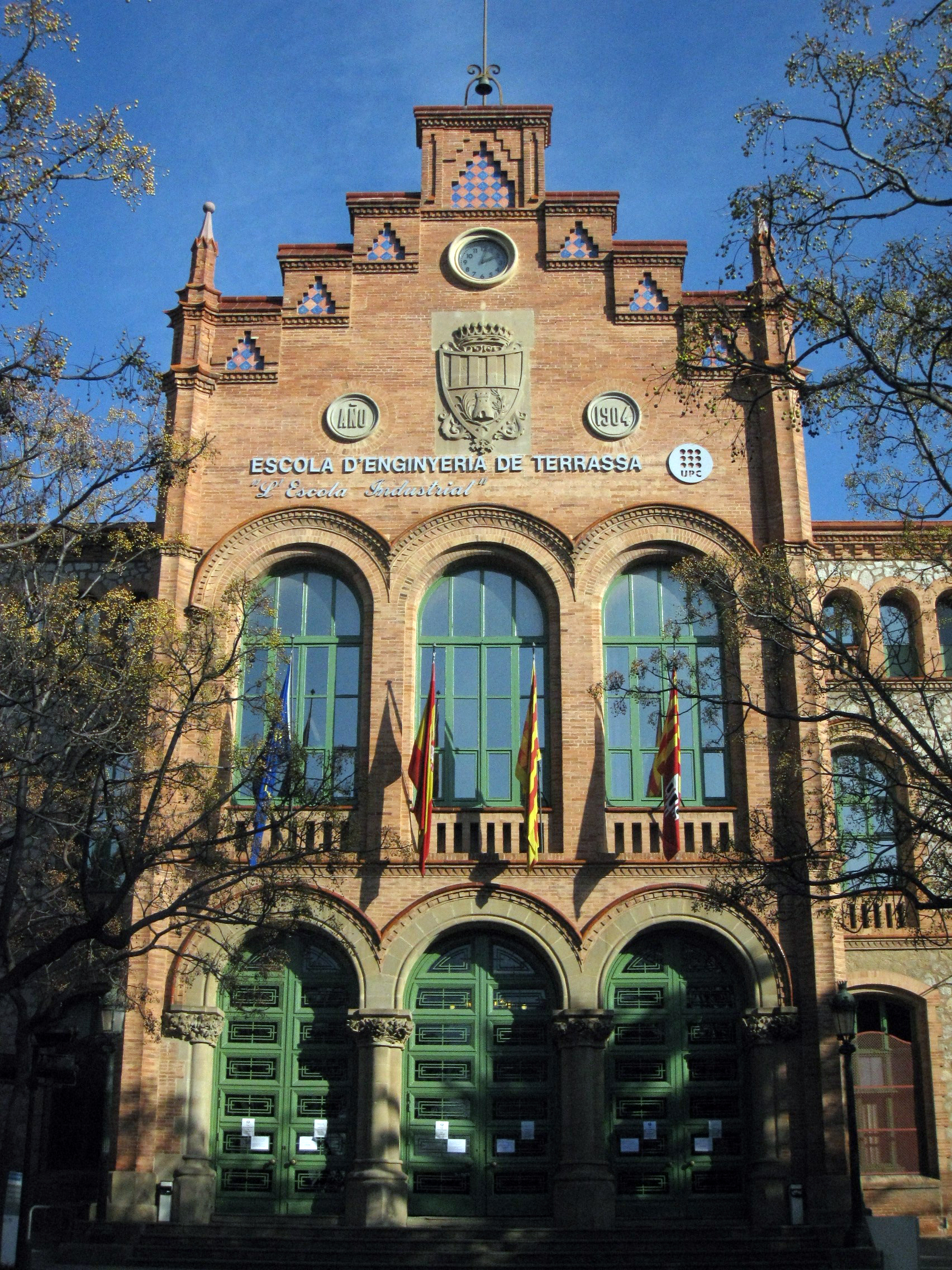
Detall de l'entrada

L'escola industrial de Terrassa es caracteritza també per impartir els estudis d'Enginyeria tèxtil des de 1906, ara adaptats als estudis de grau. Aquesta especialitat s'ha impartit juntament amb les àrees de coneixement en enginyeria química, mecànica, elèctrica i electrònica.
L'any 1962 va aparèixer la necessitat de separar els estudis de pèrit dels estudis superiors i va començar a fer-se classes a l'Escuela Técnica Superior de Ingenieros Industriales, al carrer Colom número 11.
L'any 1972, l'escola va passar a formar part de la Universitat Politècnica de Barcelona, que després va esdevenir la Universitat Politècnica de Catalunya. Va passar a denominar-se Escola Universitària d'Enginyeria Tècnica Industrial de Terrassa (EUETIT).
L'any 2010 va canviar el seu nom per l'actual, Escola d'Enginyeria de Terrassa, a causa del fet que va passar a oferir estudis de grau i màster adaptant-se a l'Espai Europeu d'Ensenyament Superior (EEES) i també perquè ofereix estudis en l'àrea de les telecomunicacions, per tant deixava de ser exclusivament industrial.

## L'edifici modernista
L'Escola Industrial, inicialment anomenada Palau d'Indústries de Terrassa, és una de les primeres obres de Lluís Muncunill (1901), que es caracteritzen per la influència dels estils historicistes. És un edifici aïllat, amb planta baixa i dos pisos, estructurat en forma de U al voltant d'un pati interior. El vestíbul central, que dona accés a les aules hi ha dependències com la biblioteca, està aguantat per columnes de ferro i mostra un bust d'Alfons Sala i Argemí, fundador de l'escola. La façana principal destaca per la capçalera esglaonada del cos central d'entrada i dels dos cossos laterals. Segons el projecte de Josep Domènech i Mansana, es van afegir dues naus perpendiculars als extrems de l'edifici primitiu, que estaven destinades a tallers.
El Palau d'Indústries de Terrassa es troba al carrer de Colom, número 1, de la ciutat de Terrassa. Popularment és conegut com l'Escola Industrial. Va ser concebut per cobrir les necessitats de la indústria tèxtil de Terrassa. Projectat durant el 1901, la primera pedra va posar-se el maig de 1902, per part del Comte de Romanones, i l'edifici va ser inaugurat oficialment el 3 de juliol de 1904.

## Situació

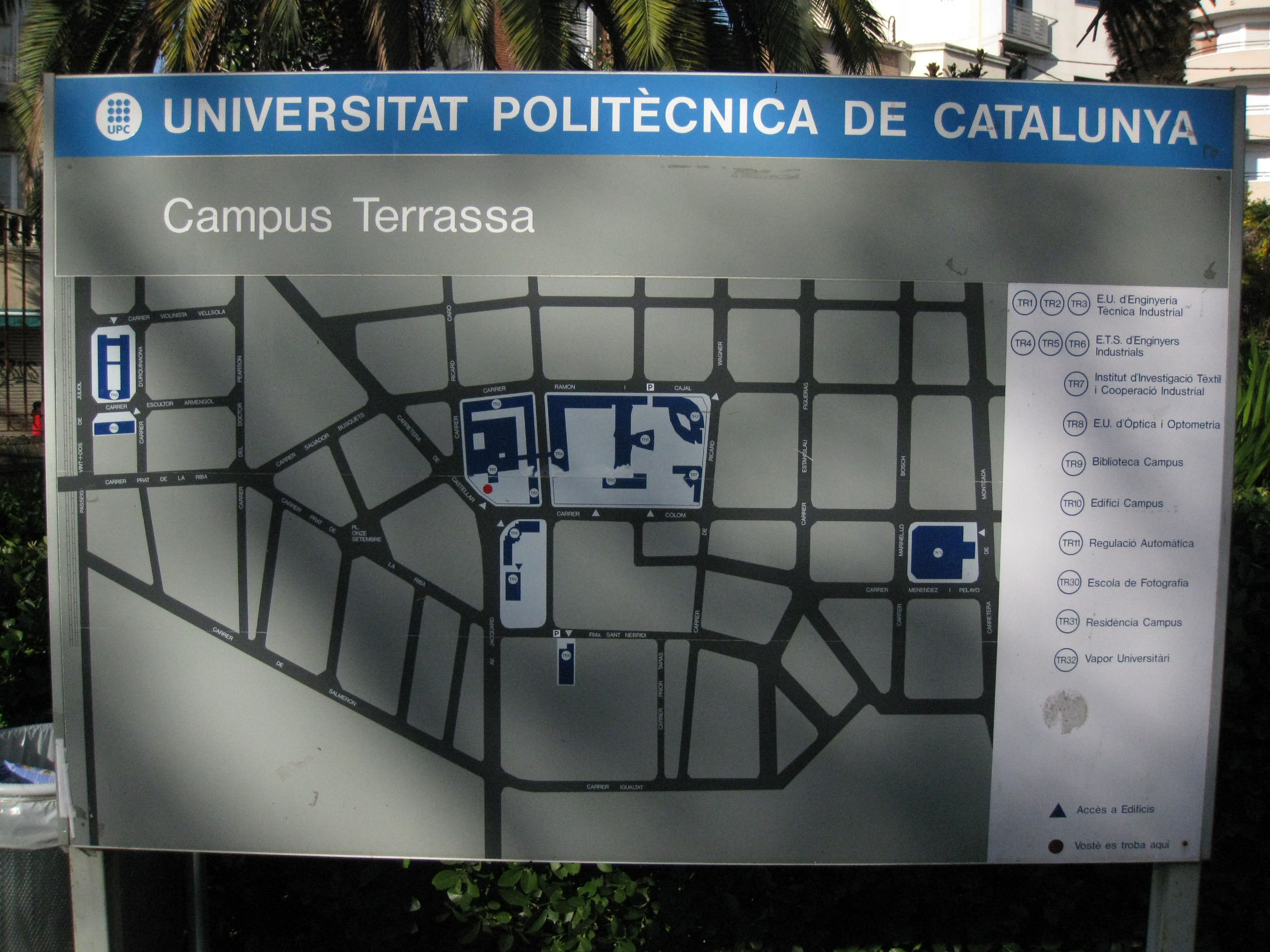
Plànol del Campus de la UPC a Terrassa, on al centre hi figura l'Escola d'Enginyeria (edificis TR1, TR2 i TR3)

L'ESEIAAT la formen els edificis TR1 (edifici principal), TR2 (edifici posterior) i TR3 (nau lateral) del Campus de Terrassa, sent la seva entrada principal pel carrer Colom 1 i en l'edifici TR1.
Està ubicada al Campus de la Universitat Politècnica de Catalunya a Terrassa, que situat dins de l'entorn urbà de la ciutat de Terrassa, disposa de comunicacions amb Barcelona i la seva àrea metropolitana (Rodalia de Barcelona i xarxa d'autobusos urbans).